# آرني ميورمان
 آرني ميورمان  Arne Meurman مواليد (6 أبريل 1956) وهو رياضياتي سويدي يبحث في مجال الزمرة المنتهية وفي العامل الجبري للرؤوس وهي بنية جبرية تلعب دورا مهما في مجال نظرية الحقل الامتثالي. يعرف بأنه أفضل من عرف في مجال monster vertex algebra جنبا إلى جنب مع Igor Frenkel وJames Lepowsky. الآن يعمل بروفسوراً في جامعة لوند السويدية

## المنشورات
هذه وصلة خارجية بلأبحاث والمنشورات
http://www.matematik.lu.se/people/math-am0/publications%5Bوصلة+مكسورة%5D